# 晶体材料
晶体材料是完全由晶体或大部分由晶体構成的工業材料。晶体材料是利用晶体的特性来针对不同的方面及用途设计的，有關各种晶体的特性及用途，详见晶体学。
晶体材料被广泛的应用在电子技术和航天技术当中，几乎在任何高科技作品当中，都可以找到它的影子。